# 1851 en photographie
| Années de la photographie : 1848 - 1849 - 1850 - 1851 - 1852 - 1853 - 1854    |
| Décennies de la photographie : 1820 - 1830 - 1840 - 1850 - 1860 - 1870 - 1880 |

Cet article présente les faits marquants de l'année 1851 en photographie.

## Événements

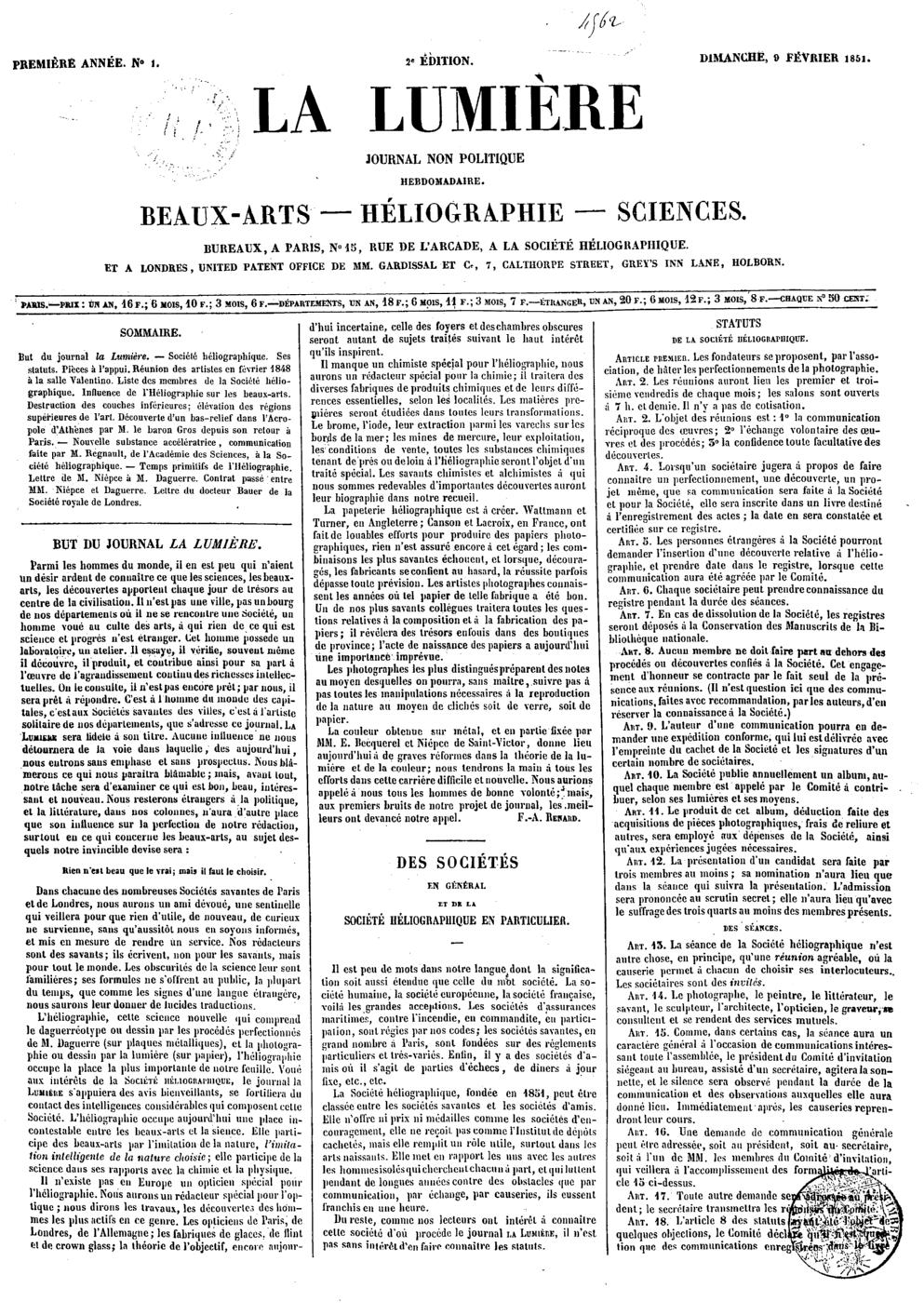
La Une du premier numéro de La Lumière, 9 février 1851.

- Janvier : fondation à Paris de la Société héliographique au domicile de Benito R. de Monfort[1] ; Théophile Gautier en est l'un des premiers adhérents[2].
- 9 février : la Société héliographique commence la publication de La Lumière, premier périodique consacré aux expérimentations photographiques[3] ; en novembre, il est vendu à Alexis Gaudin qui en assure la publication jusqu'en 1867.
- Louis Désiré Blanquart-Évrard et Hippolyte Fockedey créent à Loos, près de Lille, l'Imprimerie photographique ; elle fait passer le tirage photographique du domaine artisanal à celui de la production industrielle[4],[5].
- Mars : Frederick Scott Archer publie le détail de son invention du collodion humide dans The Chemist[6].
- Mai - octobre : l'ingénieur-opticien et photographe français Jules Duboscq, qui commercialise le stéréoscope, présente le procédé pour la première fois au grand public lors de l'Exposition universelle de 1851 à Londres ; il en fait une démonstration pour la reine Victoria qui s’enthousiasme pour ce procédé ; la stéréoscopie devient à la mode en Angleterre[7],[8].
- 6 septembre : Louis Désiré Blanquart-Évrard dépose les toutes premières photographies de sa production à la Bibliothèque nationale, imitant en cela les graveurs.
- Lancement en France de la Mission héliographique, commande publique de la Commission des monuments historiques auprès de cinq photographes : Édouard Baldus, Hippolyte Bayard, Gustave Le Gray, Henri Le Secq et Auguste Mestral, pour inventorier sous forme d'images une partie du patrimoine historique national. Les clichés issus de cette mission et déposés en 1853 à la Commission des monuments historiques, ne seront jamais publiés : la commission les considère comme des documents de travail et en néglige la portée historique aussi bien qu'artistique. la Mission va tomber rapidement dans l'oubli, jusqu'au milieu du XXe siècle[9],[10].

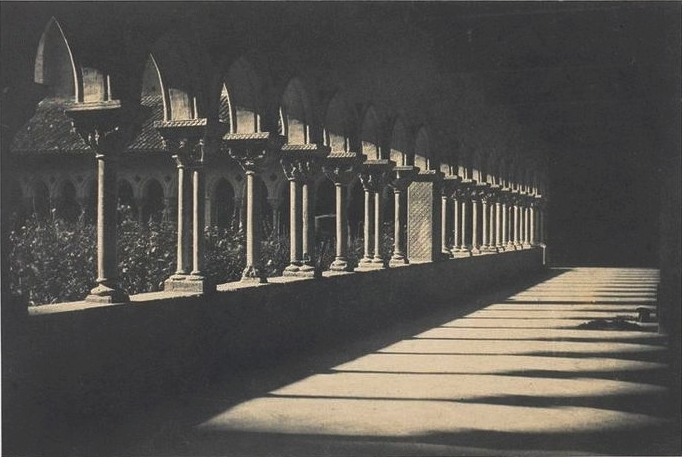
Auguste Mestral, Vue intérieure d'une galerie du cloître de l'abbaye de Moissac, épreuve sur papier salé à partir d'un négatif papier ciré, 1851. Photographie prise pour la Mission héliographique.

- Louis Cyrus Macaire, associé à deux de ses frères, Hippolyte Macaire et Jean Victor Macaire dit Warnod, ouvre un atelier de daguerréotypie au  Havre, sur la jetée[11] ; leurs vues maritimes suscitent l'admiration et l'Académie des sciences en fait état lors de sa séance du 13 octobre[12].

## Photographies notables

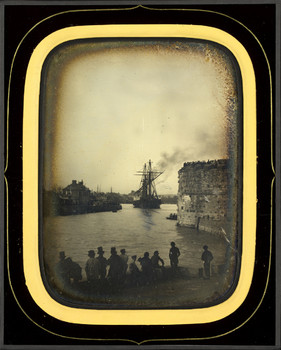
Louis Cyrus Macaire et Jean Victor Warnod, Navire quittant le port du Havre.

- Louis Cyrus Macaire et Jean Victor Warnod, Navire quittant le port du Havre, daguerréotype.
- Alfred-Nicolas Normand réalise une série de 23 calotypes d'Athènes[13].
- Frédéric Martens présente à l'Exposition universelle de Londres un dessin panoramique du mont Blanc fait à partir de quatorze épreuves photographiques.

## Études, essais, articles
- Louis Désiré Blanquart-Évrard, Traité de photographie sur papier (préf. Georges Ville), Paris, Librairie encyclopédique Roret, 1851 (Lire en ligne).
- Louis Figuier consacre  à la photographie le premier chapitre (p. 1-72) de son ouvrage Exposition et histoire des principales découvertes scientifiques modernes ; Francis Wey en donne un compte-rendu la même année en juillet et en août dans les no  22 et 26 de la revue La Lumière : il reconnaît la qualité de l’information sur le daguerréotype, mais reproche à Figuier ses lacunes en ce qui concerne la photographie sur papier[14].
- Gustave Le Gray, Nouveau traité théorique et pratique de photographie sur papier et sur verre, Paris, Lerebours et Secretan, 181 p.
- Francis Wey, « Théorie du portrait I-II », La Lumière, 27 avril et 4 mai 1851 ; Wey s'y élève contre la prolifération de détails des portraits daguerréotypes : « […] Les détails risqués, plus ils sont scintillants et minutieux, plus il [le daguerréotype] les accuse, il les reproduit avec vivacité. Si bien que la tête, sujet principal, s’efface, se ternit, perd son intérêt, son unité, et tout miroite, sans que l’attention soit concentrée nulle part »[15].

## Naissances
- 2 mai : Giuseppe Primoli (Joseph Napoléon, comte Primoli), personnalité mondaine franco-italienne et photographe amateur, mort le 13 juin 1927.
- 3 mai : Sarah J. Eddy, peintre et photographe américaine, morte le 29 mars 1945.
- 22 mai : Hermann Ludwig von Jan, historien et photographe allemand, spécialisé dans la photographie de nu, actif à Strasbourg, mort le 13 octobre 1908.
- 9 juillet : Jan Nepomuk Langhans, photographe portraitiste tchèque, mort le 22 mars 1928.
- 18 août : Ernest Noirot, administrateur colonial et photographe français, mort le 28 décembre 1918.
- 19 décembre : Alexandre Bougault, photographe et éditeur français, mort le 4 septembre 1911.
- Date précise non renseignée ou inconnue :
  - Antoni Amatller, industriel chocolatier, photographe et collectionneur d'art espagnol, mort le 10 janvier 1910.

## Décès
- 10 juillet : Louis Daguerre, photographe français, né le 18 novembre 1787.